# Кліт (Арад)
Кліт (рум. Clit) — село у повіті Арад в Румунії. Входить до складу комуни Хешмаш.
Село розташоване на відстані 388 км на північний захід від Бухареста, 71 км на північний схід від Арада, 118 км на захід від Клуж-Напоки, 107 км на північний схід від Тімішоари.

## Населення
За даними перепису населення 2002 року у селі проживали 95 осіб, усі — румуни. Усі жителі села рідною мовою назвали румунську.